# Клан марсельцев
«Клан марсельцев» («Приносящий беду», фр. La Scoumoune) — франко-итальянский кинофильм. Экранизация романа Жозе Джованни «Отлучённый».

## Сюжет
В середине 1930-х годов гангстер Роберто Ла Рокка приезжает в Марсель, чтобы помочь своему другу, которого подставили местные преступные боссы. Роберто оказывается втянутым в разборки между различными бандами, и в результате сам попадает в тюрьму с большим сроком за убийство нескольких членов враждебной шайки. Оказавшись за решёткой, он начинает готовить побег.

## Интересные факты
- Данный фильм является уже второй экранизацией романа Ж. Джованни «Отлучённый» («Приносящий беду»). Первая была осуществлена в 1961 году режиссёром Жаном Беккером, и в ней тоже главную роль сыграл Бельмондо. Фильм называется «Некто Ла Рокка» (в СНГ — «Месть Марсельца»). Видимо, автору романа экранизация не понравилась (хотя он является соавтором сценария), потому что он сделал свою киноверсию собственного произведения, выступив и как режиссёр, и как автор сценария. Вторая экранизация более близка к роману, тогда как в «Некто Ла Рокка» действие перенесено в послевоенный период.